# Prosopis nigra
Prosopis nigra är en ärtväxtart som beskrevs av Georg Hans Emmo Emo Wolfgang Hieronymus. Prosopis nigra ingår i släktet Prosopis och familjen ärtväxter. IUCN kategoriserar arten globalt som otillräckligt studerad.

## Underarter
Arten delas in i följande underarter:
- P. n. longispina
- P. n. nigra
- P. n. ragonesei

## Bildgalleri

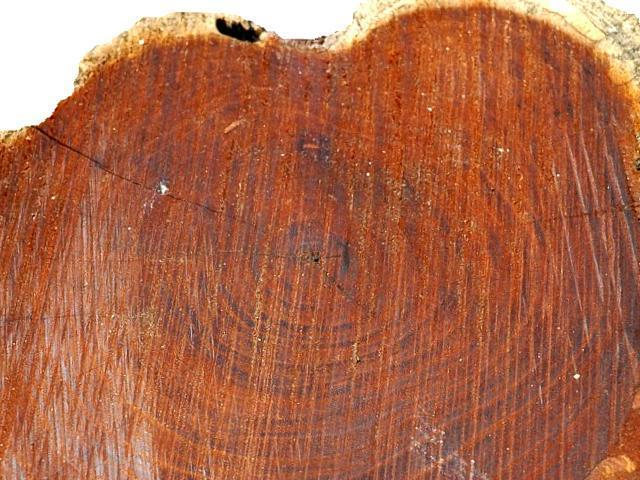
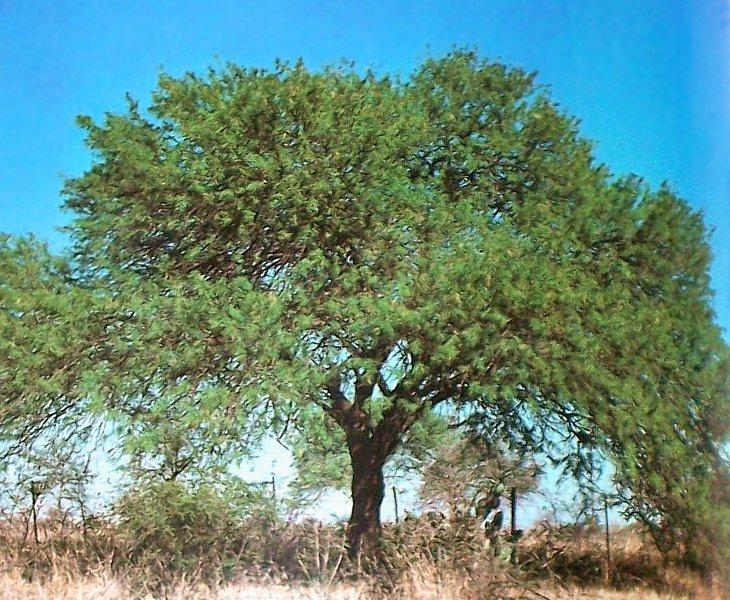
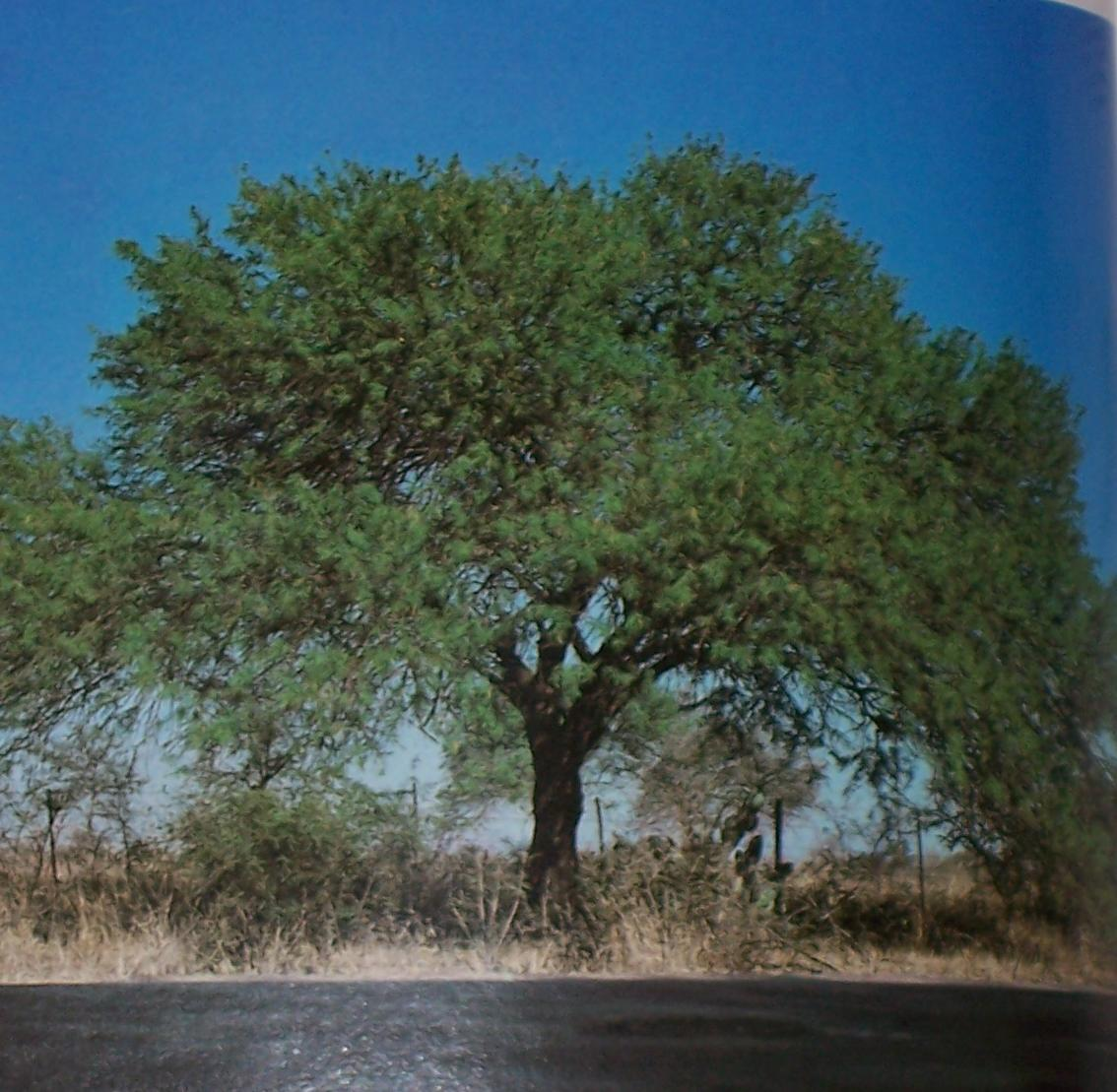
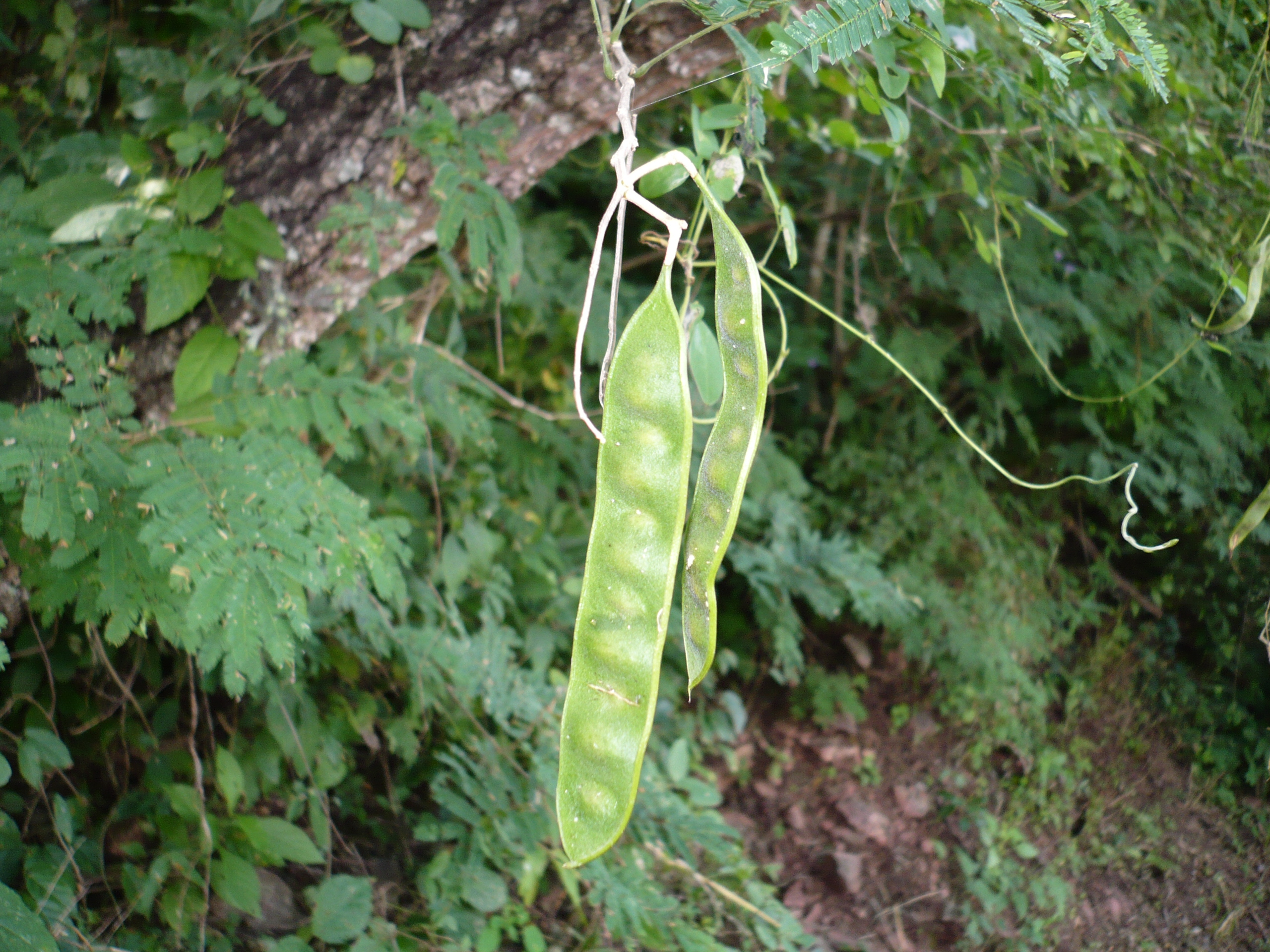
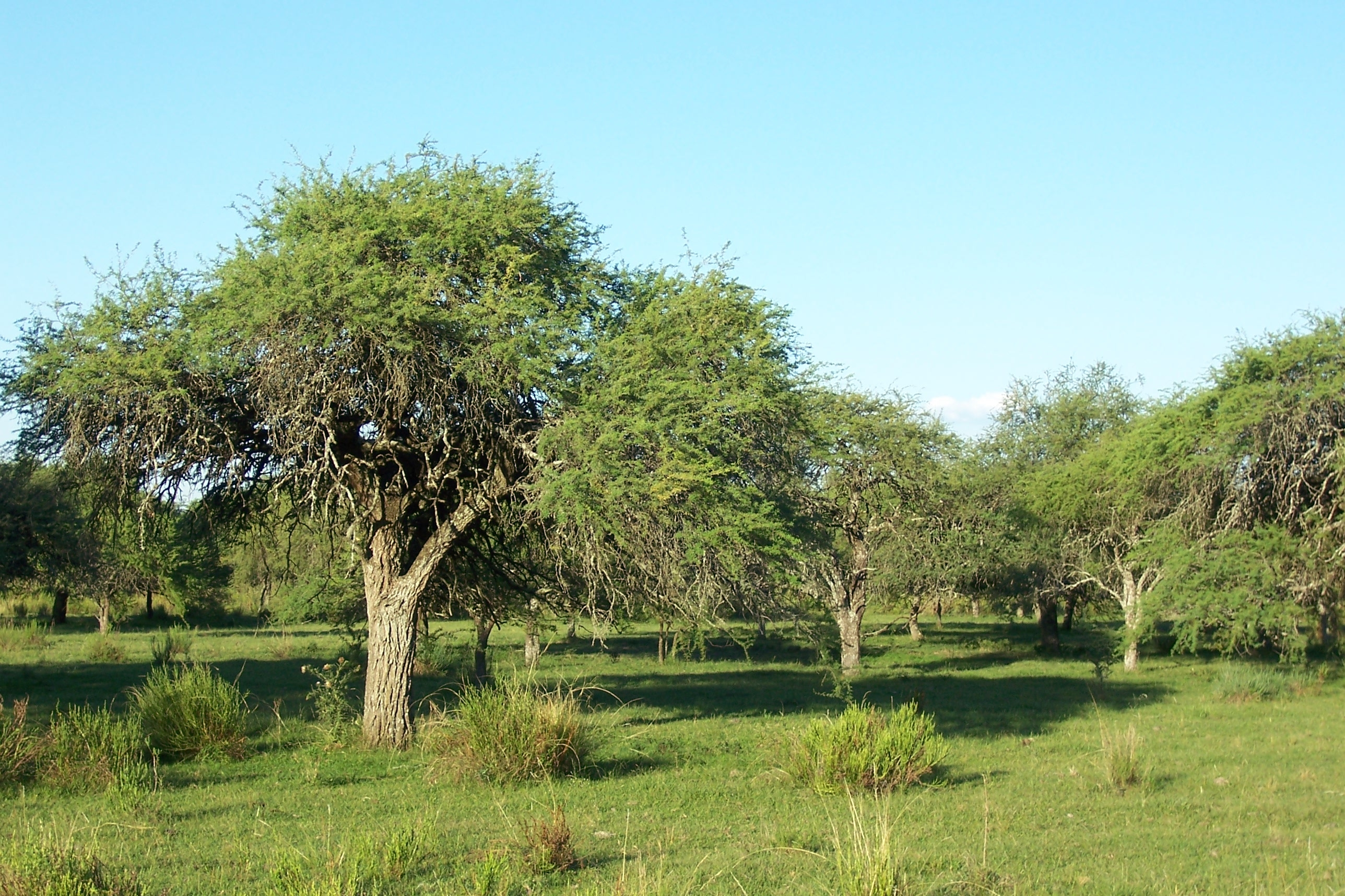